# West Indies Cricket Team in Pakistan in der Saison 1958/59
Die Tour des West Indies Cricket Teams nach Pakistan in der Saison 1958/59 fand vom 20. Februar bis zum 31. März 1959 statt. Die internationale Cricket-Tour war Bestandteil der Internationalen Cricket-Saison 1958/59 und umfasste drei Tests. Pakistan gewannen die Serie 2–1.

## Vorgeschichte
Die West Indies bestritten zuvor eine Tour in Indien, für Pakistan war es die erste Tour der Saison.
Das letzte Aufeinandertreffen der beiden Mannschaften bei einer Tour fand in der Saison 1957/58 in den West Indies statt.

## Stadien
Die folgenden Stadien wurden für die Tour als Austragungsort vorgesehen.
| Stadion                      | Stadt   | Kapazität | Spiele  |
| ---------------------------- | ------- | --------- | ------- |
| Bangabandhu National Stadium | Dhaka   | 36.000    | 2. Test |
| National Stadium             | Karachi | 34.228    | 1. Test |
| Lahore Stadium               | Lahore  | 60.000    | 3. Test |

## Kaderlisten
Die Mannschaften benannten die folgenden Kader.
| Test | Test |
| Pakistan | West Indies |
| --- | --- |
| - Fazal Mahmood (K) - Antao D’Souza - Alimuddin - Hanif Mohammad - Haseeb Ahsan - Ijaz Butt - Imtiaz Ahmed (wk) - Mahmood Hussain - Mushtaq Mohammad - Nasim-ul-Ghani - Saeed Ahmed - Shujauddin - Wallis Mathias - Waqar Hasan - Wazir Mohammad | - Garry Alexander (K, wk) - Eric Atkinson - Basil Butcher - Robin Bynoe - Lance Gibbs - Wes Hall - John Holt - Conrad Hunte - Rohan Kanhai - Sonny Ramadhin - Collie Smith - Garry Sobers - Joe Solomon - Jaswick Taylor |

## Tests

### Erster Test in Karachi
| 20. – 25. Februar Scorecard | Karachi | West Indies 146 (60) & 245 (113) | – | Pakistan 304 (160.2) & 88-0 (34) |
|                             |         | Pakistan gewinnt mit 10 Wickets  |   |                                  |

Pakistan gewann den Münzwurf und entschied sich als Feldmannschaft zu beginnen.

### Zweiter Test in Dhaka
| 6. – 8. März Scorecard | Dhaka | Pakistan 145 (75.3) & 144 (62.5) | – | West Indies 76 (36.3) & 172 (60.5) |
|                        |       | Pakistan gewinnt mit 41 Runs     |   |                                    |

Die West Indies gewannen den Münzwurf und entschieden sich als Feldmannschaft zu beginnen.

### Dritter Test in Lahore
| 26. – 31. März Scorecard | Lahore | West Indies 469 (149.3)                            | – | Pakistan 209 (79.2) & 104 (48.5) (f/o) |
|                          |        | West Indies gewinnt mit einem Innings und 156 Runs |   |                                        |

Die West Indies gewannen den Münzwurf und entschieden sich als Schlagmannschaft zu beginnen.